# Richard M. Willis
Richard M. Willis (Mobile, Alabama, 21 april 1929 – 1997) was een Amerikaans componist, muziekpedagoog en dirigent.

## Biografie
Willis studeerde aan de University of Alabama School of Music in Tuscaloosa en behaalde zijn Bachelor of Music. Daarna ging hij aan de befaamde Eastman School of Music en behaalde zijn Master of Musical Arts en promoveerde tot Ph.D. (Philosophiæ Doctor) in 1964. In 1956 kreeg hij de Prix de Rome toegekend, die hem een jaar verblijf in Rome bij de Amerikaanse Akademie zekerden.
Vanaf 1953 werd hij docent aan de muziek faculteit van het Shorter College in Rome, Georgia. Later werd hij professor voor compositie en Composer-in-Residence aan de Baylor Universiteit, in Waco. In 1976 was hij "Outstanding Creative Professor" van de Baylor Universiteit en in 1995 werd hij benoemd als Distinguished Professor. Hij werd in 1996 professor emeritus van deze universiteit.
Van 1971 tot hij overleed was hij muziekdirecteur van het Waco Cotton Palace Pageant.
Als componist schreef hij werken, die zowel in de Verenigde Staten alsook daarbuiten uitgevoerd werden van bekende orkesten, zoals Atlanta Symphony Orchestra, het Dallas Symphony Orchestra, het Houston Symphony Orchestra, het Symphonieorchester Nürnberg en het Orchestra Sinfonica dell'R.A.I. in Rome. Naast de bovengenoemde Prix-de-Rome werd hij ook met de Joseph Bearns Prize voor zijn Symphonie No. 1 en de Howard Hanson-Prize voor zijn Symphony No. 2 onderscheiden.

## Composities

### Werken voor orkest
- Symfonie nr. 1
- Symfonie nr. 2

### Werken voor harmonieorkest
- 1968 Partita
- 1969 Aria and Toccata ("Ostwald Award" winnaar van de American Bandmasters Association in 1969 )
- 1976 Petition and Thanks to Benjamin Franklin, voor gemengd koor, spreker en harmonieorkest
- 1976 Reflections On An Old Hymn Tune
- Choral and Toccata
- Diversion
- Epode